# Domenico Guglielmini
Pour les articles homonymes, voir Guglielmi.
Domenico Guglielmini (né le 27 septembre 1655 à Bologne, mort le 27 juillet 1710 à Padoue) est un mathématicien, chimiste et médecin italien. Il a le premier consigné des observations sur la forme du lit des rivières, et a confirmé et généralisé les observations de Nicolas Sténon sur l'invariance des angles dans les cristaux.

## Biographie
Guglielmini étudia la médecine à l’université de Bologne et soutint en 1678 sa thèse de doctorat sous la direction de Marcello Malpighi. Simultanément il apprenait les mathématiques sous la direction de Geminiano Montanari. En 1686 il fut nommé Intendant des Eaux (intendente generale delle acque) de la région de Bologne ; c'était un poste important, car les nombreuses rivières arrosant la région exigeaient une vigilance constante pour éviter les inondations. Il résuma l'expérience acquise à ce poste dans un traité pionnier sur l’hydraulique fluviale : Della natura dei fiumi (1697).
Guglielmini était marié à Costanza Gioannetti. De leur union naquirent trois filles et un fils, Giuseppe Ferdinando, médecin, qui augmentera l'édition des Commentaria et composera une biographie de son père.
En 1690, Guglielmini fut nommé professeur de mathématiques à l’université de Bologne et en 1694 à une chaire d’hydrométrie, qu’on avait créée spécialement pour lui. En reconnaissance de ses travaux d'hydrologie, la république de Venise lui accorda de nombreuses charges et l’université de Padoue lui confia en 1698 le titre de professeur de mathématiques. Il put cependant poursuivre ses recherches en médecine, si bien que lorsqu'en 1702, Pompeo Sacchi (1634–1718) démissionna, il put reprendre la prestigieuse chaire de médecine de Padoue. Il conserva ces deux chaires jusqu'à sa mort.
Mais à la fin de l'année 1709 il eut une première attaque et il mourut huit mois plus tard d'une hémorragie cérébrale à l'âge de 54 ans. Il fut inhumé dans l’église San Massimo de Padoue (là même où sera enterré son biographe Giovanni Battista Morgagni) ; une statue a été édifiée en son honneur dans la basilique Saint-Antoine de Padoue.

## Recherches scientifiques
Domenico Guglielmini est l’un des rares scientifiques de son époque qui reconnaissaient l’importance des mathématiques dans les sciences expérimentales. Ses recherches scientifiques embrassaient l’hydraulique, la chimie et la cristallographie, la médecine, l’astronomie, la physique et les mathématiques.
Ses recherches en hydraulique sont considérées comme pionnières et ses études sur la mécanique des fluides lui ont assuré une place à part dans l’histoire de cette science. La détermination du frottement s'exerçant entre deux filets fluides avait commencé à préoccuper les fontainiers de la Renaissance. Descartes, et à sa suite Torricelli et Viviani, s’étaient efforcés en vain d’établir une relation entre le débit et le diamètre des jets d’eau. Dans son traité Della natura dei fiumi, Guglielmini tenta lui aussi de donner à la rugosité des berges une forme mathématique ; toutefois G. A. Tokaty estime qu’en ce domaine, ses réalisations sont très inférieures à celles de son contemporain I. Newton.
Dans le domaine de la chimie et de la cristallographie, Guglielmini fut le premier à s’intéresser à la croissance des cristaux. De nombreuses observations au microscope lui permirent de constater l’immuabilité des symétries des cristaux d'un sel donné. Il montra que l'angle entre les faces adjacentes des cristaux est constant et unique pour un sel donné. Il généralisa la loi de l’habitus, formulée en 1669 par Nicolas Sténon à l'occasion de ses recherches sur les cristaux de quartz ; Guglielmini attribuait cette invariance à l'existence de forces moléculaires régies par des lois simples et invariables. Il est pour cette raison considéré, aux côtés de Romé de L'Isle et de Haüy, comme l’un des pères de la cristallographie.
Les recherches de Guglielmini dans le domaine de la médecine concernent principalement les propriétés et la constitution du sang. Il semble que Guglielmini ait été le premier à détecter l’existence de sels cristallisables dans le sang ; il reconnut également qu’un thrombus est en réalité un conglomérat de globules rouges piégés dans un réseau de fibrine.
Dans le domaine de la physique, Guglielmini était adepte de la théorie ondulatoire de la lumière, énoncée par le jésuite bolonais Francesco Maria Grimaldi. Guglielmini a aussi fait quelques observations astronomiques : son intérêt pour cette discipline s’est éveillé à l’occasion du passage de la Grande Comète de 1680 et s'est renouvelé lors de l’éclipse solaire du 12 juillet 1684. Il collabora avec Jean Dominique Cassini, le concepteur original, pour restaurer la méridienne de la basilique Saint Pétrone de Bologne.

## Œuvres

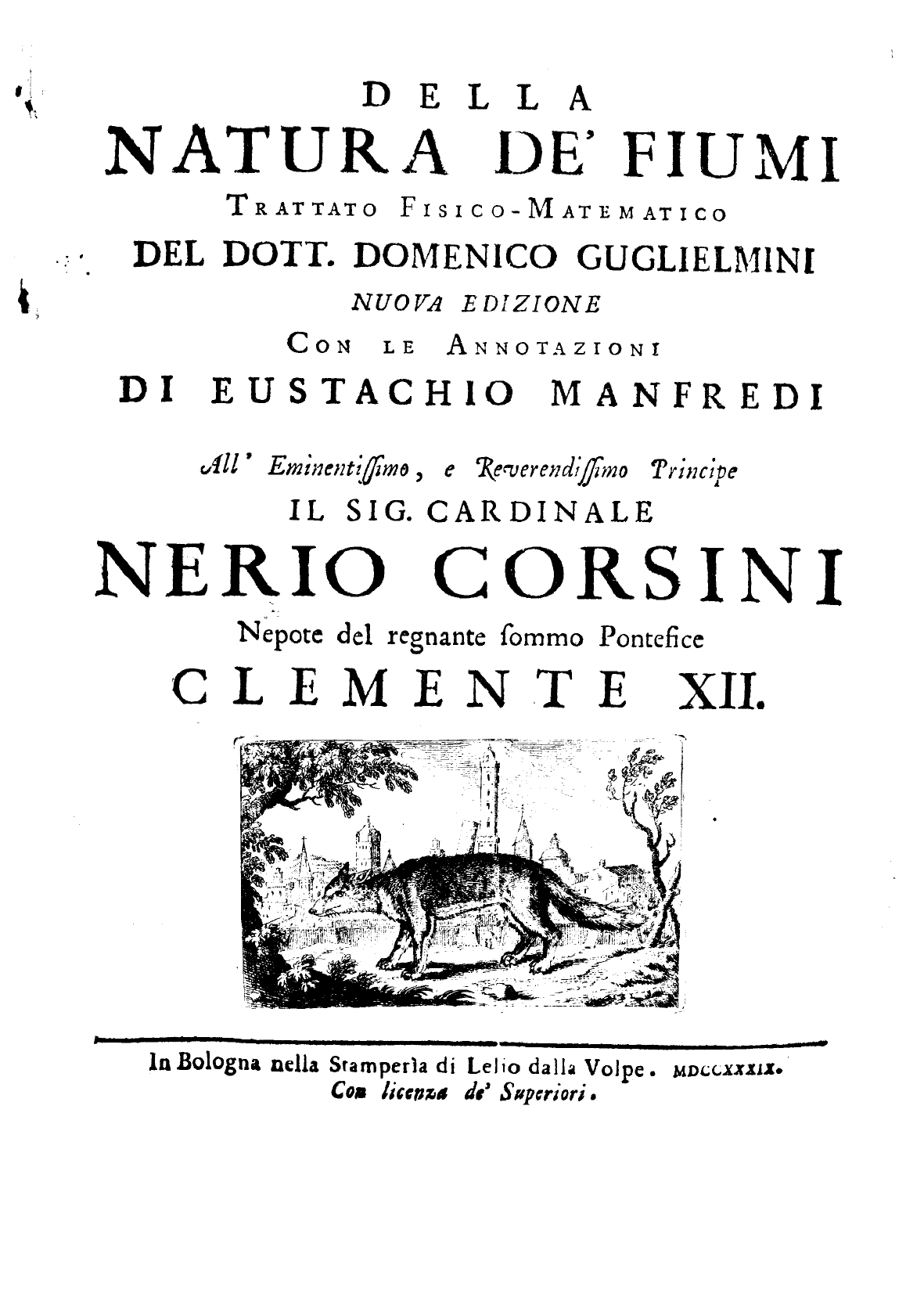
Frontispice de De la nature des rivières.

Les œuvres de Guglielmini sont en latin ou en italien.

### Hydraulique
- Aquarum fluentium mensura noua methodo inquisita, Bologne, ex typographia Pisariana, 1690–1691
- Epistolae duae hydrostaticae altera apologetica aduersus obseruationes contra mens. aquarum fluentium a clarissimo viro Dionisio Papino factas ... altera de velocitate, et motu fluidorum in siphonibus recuruis suctorijs, Bologne, apud h.h. Antonij Pisarij, 1692[5]
- (it) Della natura de’ fiumi, trattato fisico-matematico, Bologna, Ludovico Maria Ruinetti, 1697 (lire en ligne)
  - Della natura de' fiumi trattato fisico-matematico, Bologne, nella stamperìa di Lelio dalla Volpe, 1739 — Édition avec notes d'Eustachio Manfredi
- Risposta al parere de' molto reverendi padri Seur e Jacquier sopra i diversi progetti per il regolamento delle acque delle tre provincie di Bologna Ferrara e Romagna[6], Florence, Andrea Bonducci, 1765

### Chimie et cristallographie
- Riflessioni filosofiche dedotte dalle figure de' sali ... espresse in vn discorso recitato nell'Accademia filosofica esperimentale di monsig. arcidiacono Marsigli la sera delli 21. marzo 1688, Bologne, per gli eredi d'Antonio Pisarri, 1688
- De salibus dissertatio epistolaris physico-medico-mechanica conscripta a Dominico Guglielmini. philosopho et medico Bononiensi, Venise, apud Aloysium Pavinum, 1705
  - De salibus dissertatio epistolaris physico-medico-mechanica, Leyde, Fredericum Haaring, 1707

### Médecine
- De sanguinis natura & constitutione exercitatio physico-medica, Venise, ex typographia Andreae Poleti, 1701
- Pro theoria medica aduersus empiricam sectam praeletio habita Patavii die 2. Maij 1702 ... Dum a mathematicarum scientiarum cathedra ad primam theoreticae medicinae transitum faceret, Venise, typis Hieronymi Albriccii, 1702
- Exercitatio de idearum vitiis correctione et usu ad statuendam et inquirendam morborum naturam, Padoue, apud Josephum Corona, 1707
- Commentaria in primam Aphorismorum Hippocratis sectionem. Praemittuntur praelectiones tres in idem argumento, Bologne, apud Thomam Colli ex typographia S. Thomae Aquinatis, 1748 — Version augmentée par Giuseppe Ferdinando Guglielmini, fils de Domenico

### Physique et astronomie
- Volantis flammae ... epitropeia, siue Propositiones geographico-astronomico-geometrico-opticae ... demonstratae, Bologne, ex typographia Manoiessiana, 1677
- De cometarum natura et ortu epistolica dissertatio occasione nouissimi cometae sub finem superioris anni ; et inter initia currentis obseruati conscripta, Bologne, typis haeredis Dominici Barberii, 1681
- De principio sulphureo dissertationes quibus mantissae loco accessit dissertatio de aethere, Venise, apud Andream Poleti, 1710
- Observatio solaris eclipsis anni 1684. Bononiae habita die 12. iulii eiusdem anni, Padoue, typis Jo. Baptistae Conzatti, 1711

### Œuvres complètes
- Opera omnia mathematica, hydraulica, medica, et physica. Accessit vita autoris, a Jo. Baptista Morgagni ... cum figuris et indicibus necessariis, Genève, sumptibus Cramer, Perachon et socii, 1719 — Avec une biographie écrite par Jean-Baptiste Morgagni — En ligne : t. 1 ; t. 2

## Distinctions
- 1686 : Membre associé étranger de l’Académie royale des sciences, premier Italien à recevoir cet honneur.
- 1687 : Membre de la Camera di geografia e nautica de Bologne, académie de physique fondée par Luigi Ferdinando Marsili.
- 1698 : Membre de la Royal Society de Londres[7].
- 1708 : Membre de la Leopoldina.